# Verbivka, Borșciv
Verbivka (în ucraineană Вербівка) este un sat în comuna Turîlce din raionul Borșciv, regiunea Ternopil, Ucraina.

## Demografie
Componența lingvistică a localității Verbivka
     Ucraineană (97,91%)
     Rusă (2,09%)
Conform recensământului din 2001, majoritatea populației localității Verbivka era vorbitoare de ucraineană (97,91%), existând în minoritate și vorbitori de rusă (2,09%).